# Сельцо (Тихвинский район)
Сельцо — деревня в Шугозёрском сельском поселении Тихвинского района Ленинградской области.

## История
Согласно семитопографической карте Новгородской губернии 1847 года деревня называлась Сельцо (Монастырский Двор).

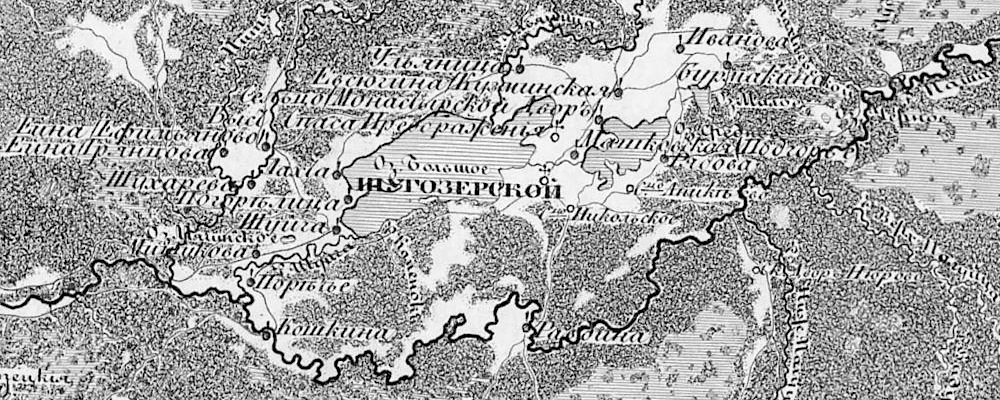
Деревня Сельцо на карте 1847 года

СЕЛЬЦО (МОНАСТЫРСКИЙ-ДВОР) — деревня Кузьминского общества, прихода Большешугозёрского погоста. Озеро Среднее.

Крестьянских дворов — 6. Строений — 10, в том числе жилых — 7. Мелочная лавка.

Число жителей по семейным спискам 1879 г.: 14 м. п., 14 ж. п.; по приходским сведениям 1879 г.: 11 м. п., 13 ж. п.

По данным «Трудов комиссии по исследованию кустарной промышленности в России» выпуска 1882 года жители деревни занимались бондарным промыслом.
Сборник Центрального статистического комитета описывал её так:

СЕЛЬЦО (МОНАСТЫРСКИЙ ДВОР) — деревня бывшая государственная при озере Среднем, дворов — 20, жителей — 141; лавка. (1885 год)

В конце XIX — начале XX века деревня административно относилась к Кузьминской волости 2-го земского участка 2-го стана Тихвинского уезда Новгородской губернии.
По сведениям на 1 января 1913 года деревня называлась Двор-Сельцо, в деревне было 127 жителей из них детей в возрасте от 8 до 11 лет — 19 человек.
С 1917 по 1918 год деревня Сельцо входила в состав Кузьминской волости Тихвинского уезда Новгородской губернии. 
С 1918 года в составе Череповецкой губернии.
С 1924 года в составе Капшинской волости.
С 1927 года в составе Кузьминского сельсовета Капшинского района.
По данным 1933 года деревня Сельцо входила в состав Кузьминского сельсовета Капшинского района Ленинградской области.
По данным 1936 года деревня являлась административным центром Кузьминского сельсовета, куда входили 14 населённых пунктов, 377 хозяйств и 3 колхоза.
В 1958 году население деревни Сельцо составляло 105 человек.
С 1963 года в составе Тихвинского района.
По данным 1966 и 1973 годов деревня Сельцо также входила в состав Кузьминского сельсовета.
По данным 1990 года деревня Сельцо входила в состав Шугозёрского сельсовета.
В 1997 году в деревне Сельцо Шугозёрской волости проживали 15 человек, в 2002 году — 25 человек (русские — 68 %, цыгане — 28 %).
В 2007 году в деревне Сельцо Шугозёрского СП также проживали 25 человек, в 2010 году — 20.

## География
Деревня расположена в северо-восточной части района к северу от автодороги 41К-946 (Озровичи — Пашозеро — Шугозеро — Ганьково).
Расстояние до административного центра поселения — 2 км.
Расстояние до ближайшей железнодорожной станции Тихвин — 69 км.
Деревня находится между озёр Шугозеро и Среднее.

## Демография
| 2007 | 2010 | 2017 |
| ---- | ---- | ---- |
| 25   | ↘20  | ↗33  |

### Национальный состав
Согласно данным Всероссийской переписи населения 2021 года в деревне проживали 28 человек, все русские.

## Улицы
Нагорная, Связистов, Тружеников.